# 電解研磨
電解研磨（でんかいけんま、electropolishing, electrolytic polishing（金属組織学分野での訳称））、または電気化学研磨（electrochemical polishing）、陽極研磨（anodic polishing）とは、電気化学反応を用いて金属製品の表面から物質を除去することにより、微小な凹凸（表面粗さ）を均して、表面性を改善する工程である。電解研磨はよく電解加工と比較されるが、両者は大きく異なるものである。本工程は金属製品表面の研磨、不動態化およびバリ取り加工に用いられる。電気めっきとは逆の反応である。ミクロ構造の下地を作る際に研磨材での精密研磨の代わりに使われることもある。

## 反応機序

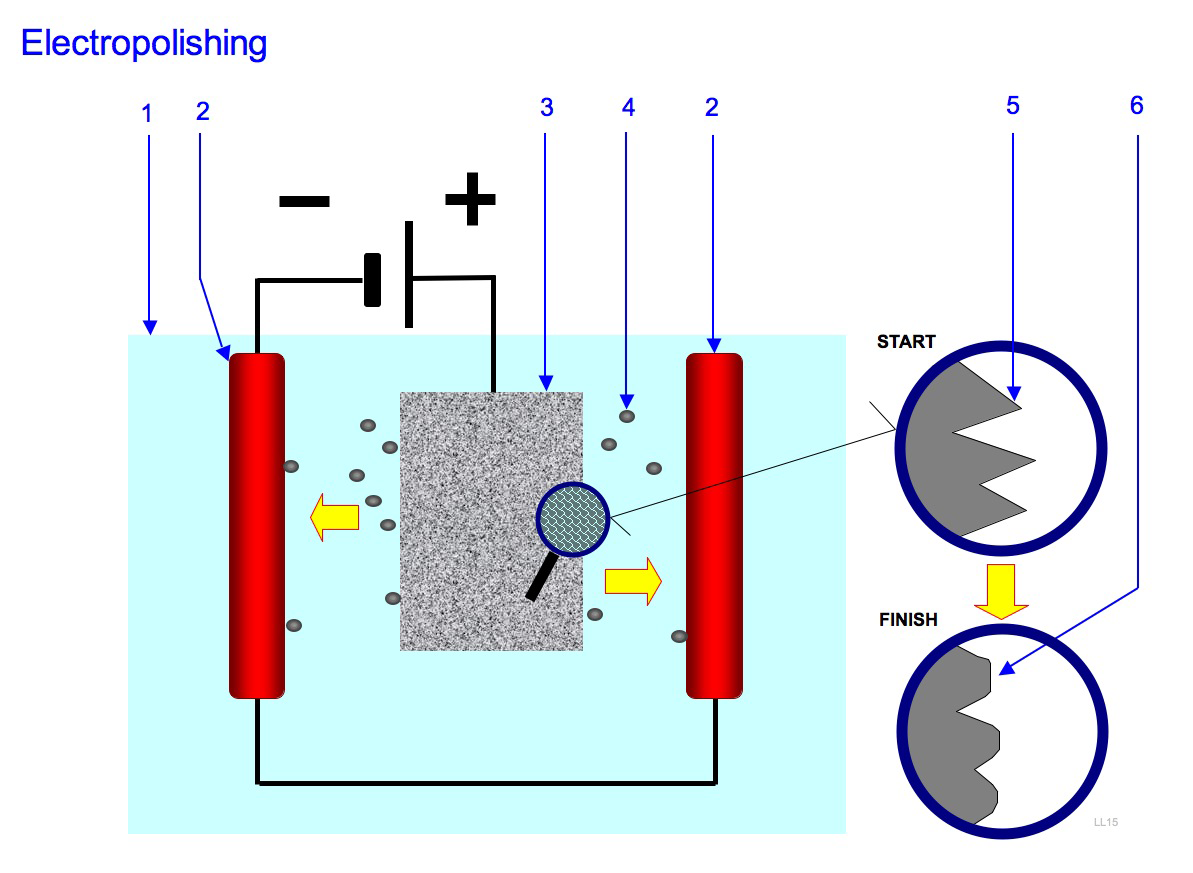
電解研磨の原理
1. 電解質
2. カソード
3. 研磨する金属製品（アノード）
4. 金属表面からカソードへの粒子移動
5. 研磨前の表面状態
6. 研磨後の表面状態

典型的には、温度制御下で電解質浴に研磨する金属製品を浸漬し、これをアノードとする。接続した電線の逆側末端を直流電源の正極に接続し、負極側はカソード側に接続する。電流をアノードから流すと、金属表面は酸化されて電解質に溶出し、カソード側に泳動する。一方、カソードでは還元反応が進行し、通常は水素が発生する。電解研磨においては、電解質は通常濃酸水溶液、例えば硫酸やリン酸の混合水溶液が用いられる。電解質として無水酢酸と過塩素酸の混合液（重大な爆発事故を起こす場合がある）や硫酸のメタノール溶液を用いた例も報告されている。
電解研磨においては、金属表面の微小凸部分は凹部分よりも侵蝕されやすい。この工程は表面状態を測定した際の解釈により、陽極平準化と呼ばれることもある。アノードでの電解研磨における溶解反応は、エッジ部やバリで電流が流れやすくなることにより更に進行するため、バリ取りによく用いられる。なお、定温攪拌下で正常に進行する電解研磨反応は電流によって制御され、電圧（分極曲線）には依存しない。

## 使用例
不規則な形状の表面状態を制御するために、半導体製造工程で用いられる。
電解研磨された製品は腐食環境でも比較的安定なため、食品・医薬品工業向け部品に用いられる。
洗濯機ドラム・船舶・航空機・車輛など、大型金属製品の表面前処理に用いられる。
ほぼ全ての金属、例えばステンレス鋼、アルミ、銅およびその合金、チタン、ニッケル製品の表面処理に用いられる。
超極真空 (UHV) 製品では、低圧性能、アウトガス低減、減圧速度の向上のために部品に対して用いられる。
透過型電子顕微鏡（TEM）や原子間力顕微鏡での測定で、機械的研磨によって表面層が損傷する可能性があるときに、薄膜金属サンプルの調製に用いられる。

## 標準・工業規格
- ISO.15730:2000 Metallic and other Inorganic Coatings - Electropolishing as a Means of Smoothing and Passivating Stainless Steel
- ASME BPE Standards for Electropolishing Bioprocessing Equipment
- SEMI F19, Electropolishing Specifications for Semiconductor Applications
- ASTM B 912-02 (2008), Passivation of Stainless Steels Using Electropolishing
- ASTM E1558, Standard Guide for Electrolytic Polishing of Metallographic Specimens

## 電解研磨の利点
- 外観が美しい
- 殺菌しやすく滑らかな表面が得られる
- 他の手段では研磨できない部分を研磨できる
- 20〜40µm程度（ステンレス鋼の場合）表面全体を削ることができ、小さなバリや突起を除去することができる。必要であればわずかに寸法を減らすことができる
- ステンレス鋼表面から腐食因子である鉄成分を除去し、クロム・ニッケル成分の関与を増してさらに不動態化する